# Komenda Wojewódzka Straży Granicznej w Tarnopolu
Komenda Wojewódzka Straży Granicznej w Tarnopolu – organ dowodzenia Straży Granicznej w II Rzeczypospolitej w latach 1922 – 1923.

## Formowanie i zmiany organizacyjne
Wykonując postanowienia uchwały Rady Ministrów z 23 maja 1922 roku o powołaniu Straży Granicznej, Minister Spraw Wewnętrznych z dniem 1 września 1922 wprowadził w formacji nową organizację wewnętrzną. Ostatecznie nazwę „Baony Celne” na „Straż Graniczną” zmieniono rozkazem Ministra Spraw Wewnętrznych z 9 listopada 1922 roku. Granicę wschodnią podzielono na odcinki wojewódzkie. Komendy wojewódzkie Straży Granicznej przyjęły nazwy województw. Komendant podlegał w sprawach służby granicznej wojewodzie, a pod względem dyscyplinarnym, administracyjnym i regulaminowym głównemu komendantowi Straży Granicznej. Komendantom wojewódzkim za pośrednictwem komend powiatowych podlegały wszystkie bataliony Straży Granicznej stacjonujące w obrębie województwa.
Komenda Główna Straży Granicznej wyznaczyła z dniem 1 września 1922 roku obsadę personalną Komendy Wojewódzkiej Straży Granicznej w Tarnopolu.

## Kadra komendy wojewódzkiej
Komendanci wojewódzcy
- mjr Eugeniusz Martynowicz
- major Zięba (był IV 1923 i VI 1923)[4]
- major Andrzej Haleciński (był V 1923)[5]?
- major Schmielof (był VII)[a]

Stan na dzień 1 września 1922:
- komendant – mjr Eugeniusz Martynowicz
- adiutant – por. Aleksander Trojanowski
- oficer do specjalnych zleceń – por. Marian Krupnicki

## Struktura organizacyjna
Dyslokacja według stanu na dzień 1 grudnia 1922
- Komenda wojewódzka w Tarnopolu
- Komenda Powiatowa Straży Granicznej w Tarnopolu
  - 38 batalion Straży Granicznej – Kamionki
  - 23 batalion Straży Granicznej – Kopyczyńce
  - 39 batalion Straży Granicznej – Borszczów
  - 22 batalion Straży Granicznej – Germakówka